# Hoplopleura silvula
Hoplopleura silvula är en insektsart som beskrevs av Johnson 1972. Hoplopleura silvula ingår i släktet Hoplopleura och familjen gnagarlöss. Inga underarter finns listade i Catalogue of Life.